# Història del teatre
La història de teatre és la història del conjunt de produccions teatrals. Les manifestacions dramàtiques s'han produït a totes les cultures del món. Les més antigues van tenir lloc abans de la utilització de la parla i solien estar relacionades amb rituals. Des d'aleshores diferents formes teatrals s'han anant presentant al llarg de la història fins a l'actualitat, quan conviuen produccions inèdites amb altres més antigues, tant amb posades en escena tradicionals com innovadores.
Algunes produccions teatrals antigues s'han perdut, altres han anat evolucionant adaptant-se als diferents canvis socials i culturals, transformant-se. D'algunes se n'ha recuperat informació - text teatral, imatges, testimonis- mitjançant la recerca. Totes, tant les pertanyents al teatre popular com les d'autor, han conformat la personalitat del teatre actual.
La història del teatre català descriu la història del teatre en llengua catalana.

## Antiguitat

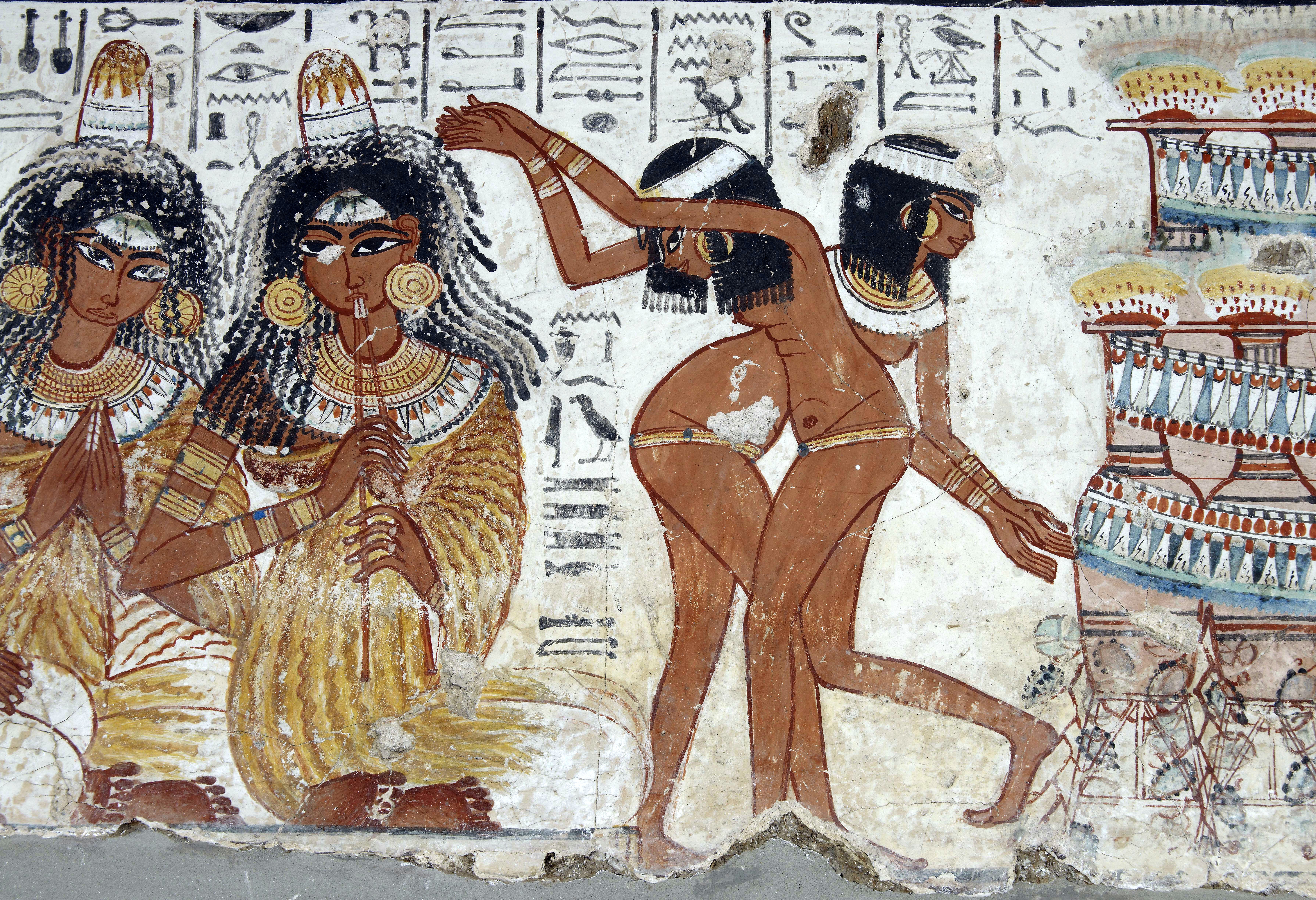
Fresc decorant una tomba, fa uns 2.400 anys

La majoria dels estudis consideren que els orígens del teatre s'han de buscar en l'evolució dels rituals màgics. Alguns, relacionats amb la caça, igual que les pintures rupestres, o amb la collita agrícola, mesclats amb altres arts escèniques com la música i la dansa, van desembocar en autèntics espectacles dramàtics als que hom rendia culte als déus i s'expressaven els principis espirituals de la comunitat. Aquest caràcter és un factor comú a l'aparició del teatre en totes les civilitzacions.

### Europa i Nord d'Àfrica

#### Antic Egipte

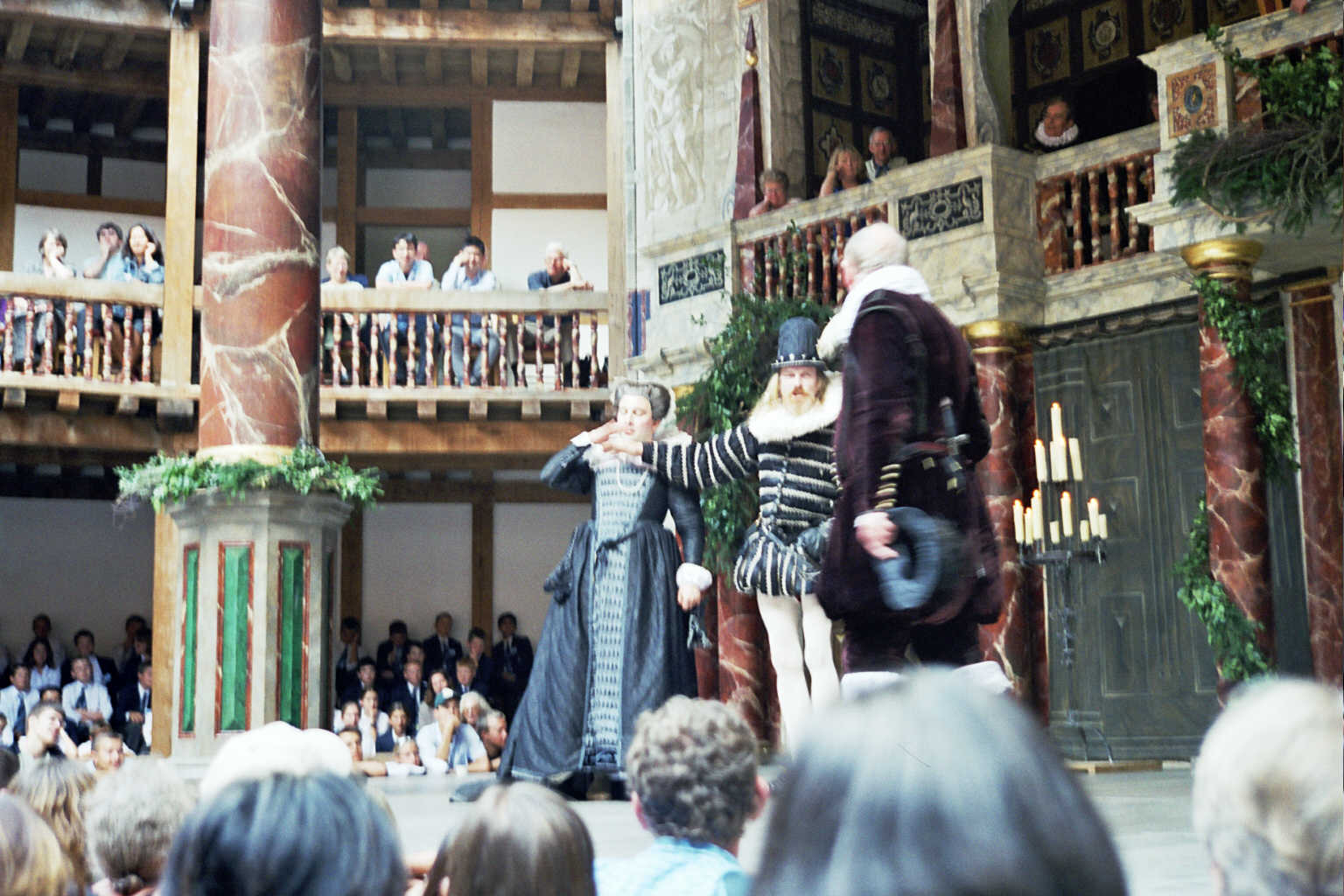
La comèdia dels errors presentada l'any 2002 al teatre The Globe de William Shakespeare

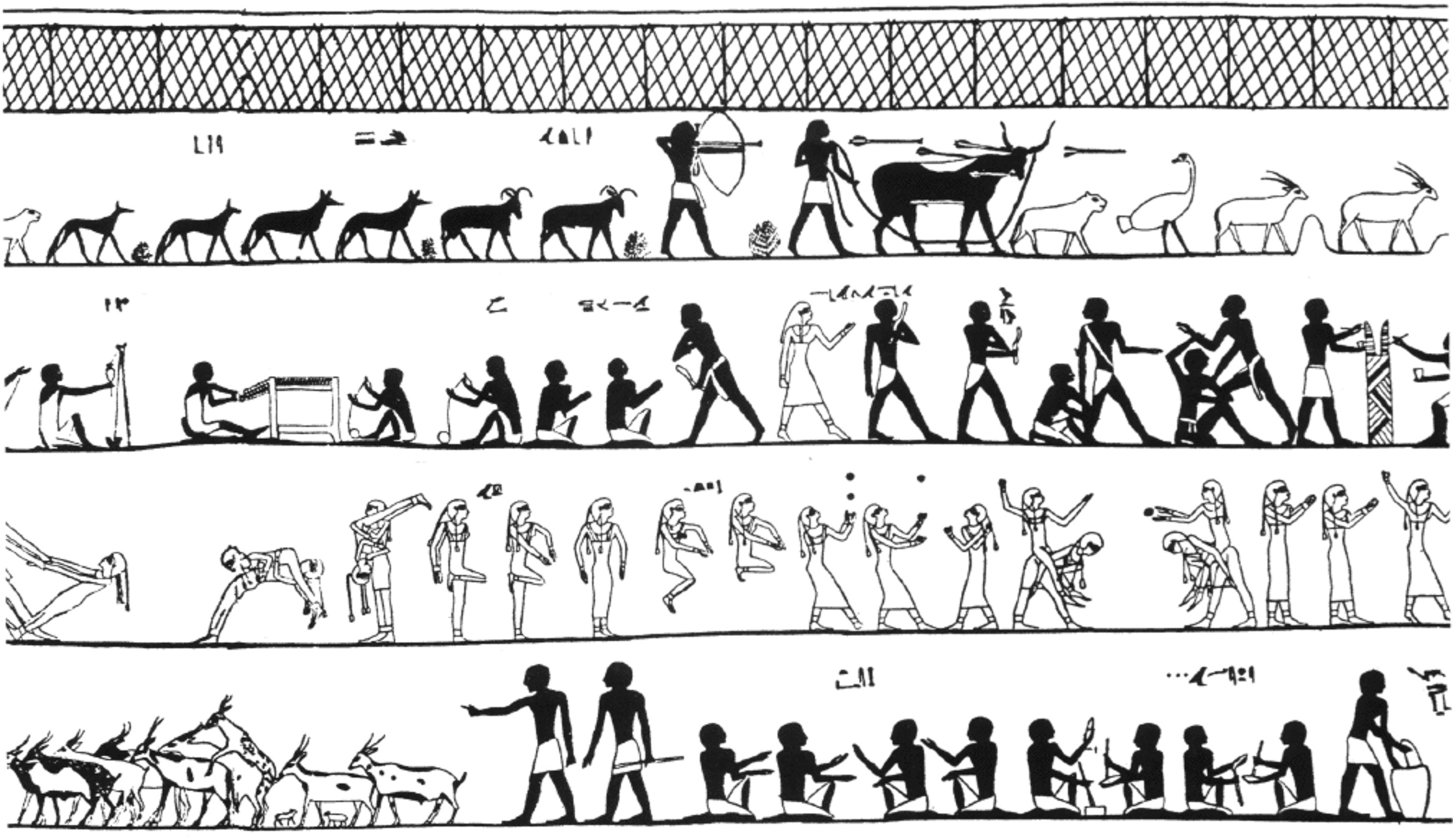
A la tercera fila, dones joglars fan números acrobàtics i de malabars

A l'antic Egipte, a mitjan segon mil·lenni abans de l'edat cristiana, ja es representaven anualment drames sobre la mort i la resurrecció d'Osiris. Es comença el teatre per mitjà de màscares i dramatitzacions amb elles.
El teatre sorgeix com a lloc públic per al culte i representació de mites a Egipte, com després es farà amb els actes sacramentals medievals.
A l'antic Egipte, hi havia espais per a la representació escènica; es tractava de plataformes contigües a les piràmides o als temples i que eren ambivalents, és a dir, que tot i fer-se servir per a les representacions també s'usaven per realitzar celebracions litúrgiques.

#### Antiga Grècia

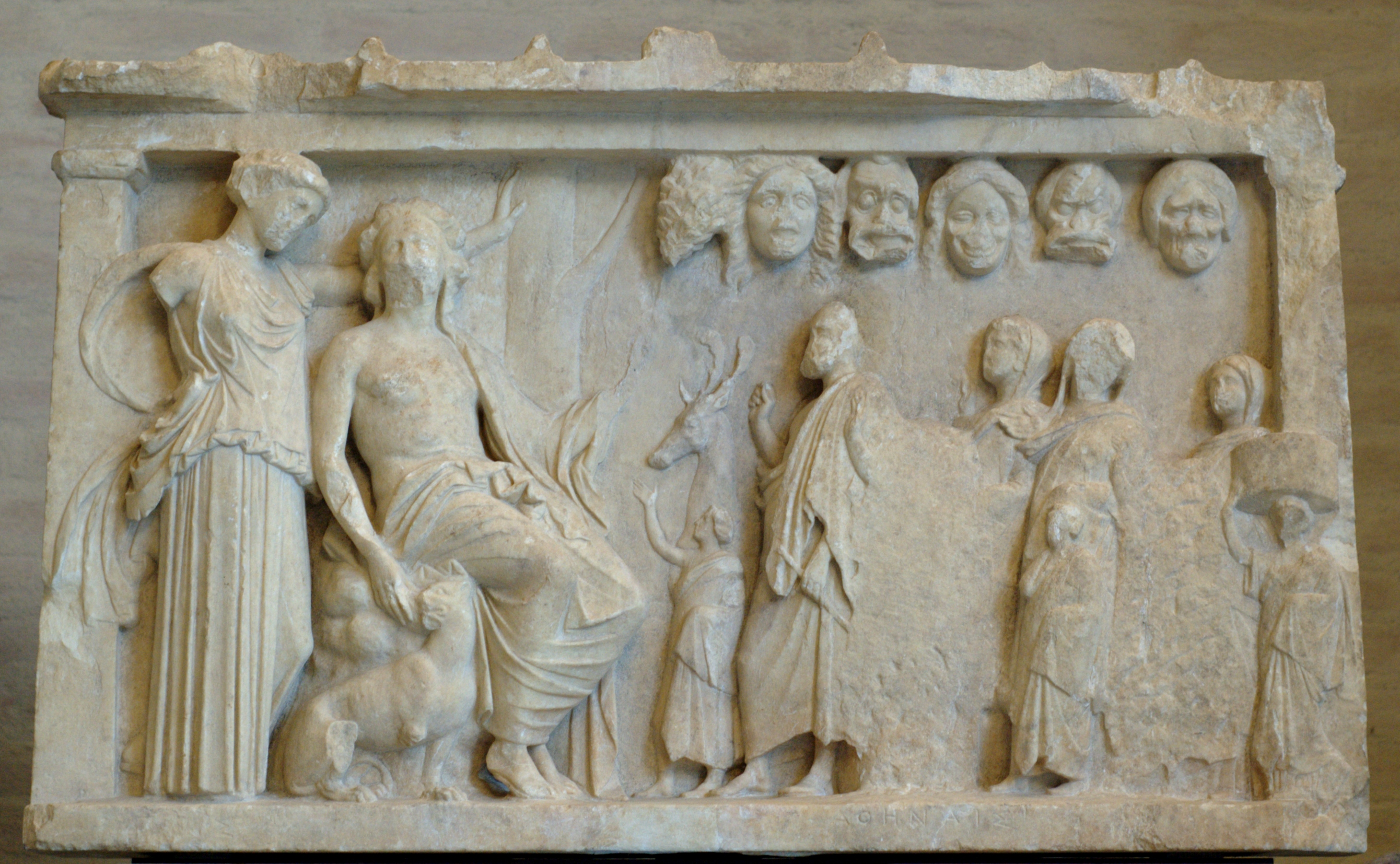
Un grup de persones sota màscares teatrals enfront del déu Dionís i una acompanyant

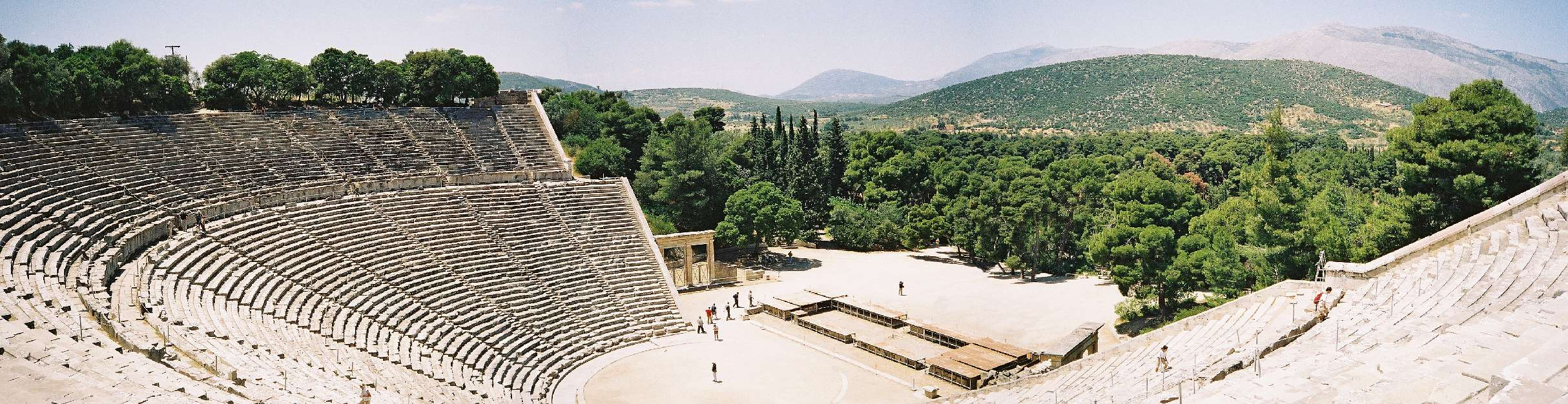
L'aparició dels espais arquitectònics, teatres, específics per a escenificar obres teatrals, es van haver d'adaptar a la nova relació que establien els actors i el públic, que podia estar molt allunyat.

Les arrels en ritus òrfics i en els festivals celebrats per Dionís, on es portaven a terme les escenificacions de la vida dels déus acompanyades de danses i cants (Ditiràmbics). Més tard van començar les primeres representacions ja pròpiament dramàtiques, executades a les places dels pobles per companyies que incloïen només un actor i un cor. A finals del Segle VI aC va aconseguir una extraordinària celebritat el llegendari poeta i intèrpret Tespis, en l'honor la frase el carro de Tespis al·ludeix, encara avui, al conjunt del món del teatre.
El teatre grec sorgeix després de l'evolució de les arts i cerimònies gregues com la festa de la verema (oferta a Dionís) on els joves anaven dansant i cantant cap al temple del déu, a oferir les millors vinyes. Després un jove que va ressaltar entre el grup de joves es va transformar en el corifeu o mestre del cor, que va dirigir al grup. Amb el temps van aparèixer el bard i el rapsode, que eren recitadors.
En el curs del segle v aC, durant l'edat clàssica de Grècia, es van establir els models tradicionals de la tragèdia i la comèdia, i els dramaturgs Èsquil i Sòfocles van afegir respectivament un segon i tercer actor a l'acció, el que li va donar una complexitat que feia necessària la construcció de grans escenaris. Per a això es van erigir grans teatres de pedra, entre els quals cal citar l'encara conservat d'Epidaure (Grècia) al segle v aC, capaç d'albergar unes 12.000 persones, i el de Dionís, a Atenes, al segle IV aC. Es va constuir aprofitant les faldes d'un turó, on es disposaven en forma semicircular les grades que envoltaven l'orquestra, espai circular en què es feia la major part de la representació. Després de l'orquestra s'aixecava una edificació anomenada Skene, escena, a la qual  els actors canviaven de vestimenta. Davant s'aixecava una paret de columnes, el prosceni, que podia sostenir superfícies pintades que evocaven el lloc de l'acció. Aquests decorats, juntament amb les túniques i màscares emprades pels actors i algunes màquines rudimentàries, constituïen tot l'aparell escènic.
Les representacions del teatre grec es feien a l'aire lliure, comptava amb cor (dirigit pel corifeu o mestre del cor) que cantava i dansava al voltant d'un altar. En el teatre grec es representaven dos tipus d'obres: la tragèdia, obra dramàtica de final desgraciat que tractava de temes de llegendes heroiques i utilitzava, oportunament, als déus per al seu final, i la comèdia satírica, que criticava humorísticament a polítics i a les obres i incorrien en una mímica iniciada per un cor de sàtirs, i comèdies que tenien per tema assumptes de la vida quotidiana; totes estaven escrites en vers i utilitzaven màscares.

#### Antiga Roma

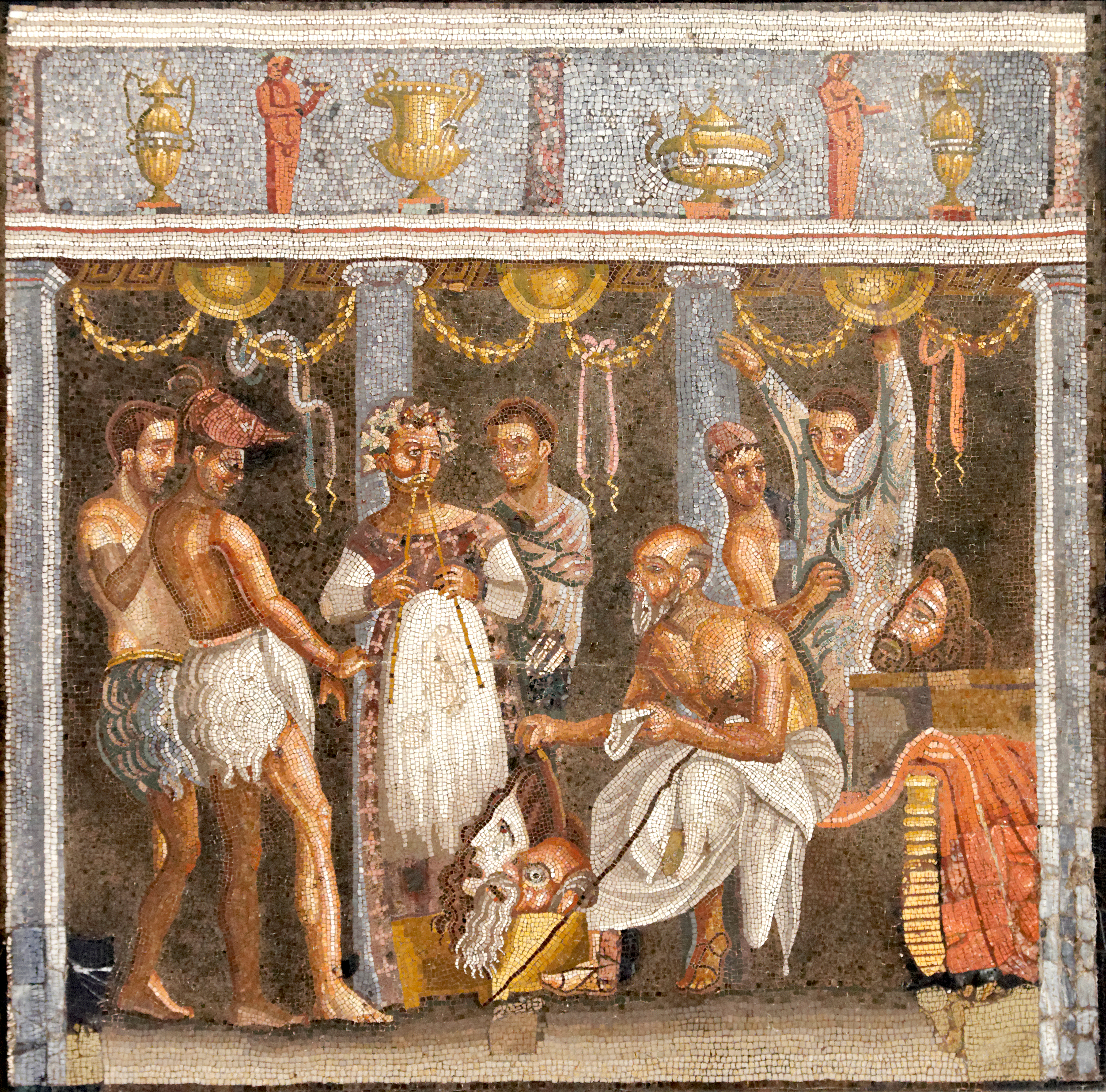
Corègies i actors en un mosaic romà

El teatre llatí, com el dels grecs, va optar també per la comèdia, ja que aquests van prendre el teatre com una manera de divertir-se o entretenir. Donat que no hi havia gaire interés pel text per part del públic, va agafar importància l'entreteniment i l'espectacle en si mateix. Es feien batalles de gladiadors, representacions de combats, baralles d'animals, etc. Per generar espectacularitat s'usaven carros de combat o animals exòtics entre d'altres.
Els teatres romans van heretar els trets fonamentals dels edificis grecs, si bé varen introduir certs elements distintius. Construïts inicialment de fusta, només en l'any 52 aC Gneu Pompeu Magne, va erigir en Roma el primer de pedra. A diferència dels seus models hel·lènics, s'aixecaven sobre el terra pla i tenien diverses plantes erigides en maçoneria. A fi de millorar l'acústica, els arquitectes romans van reduir l'orquestra a un semicercle, i els espectacles es presentaven sobre una plataforma, el pulpitum, estesa davant de l'antiga skene que constitueix l'origen dels moderns escenaris. La frons scaenae era una façana monumental de diversos pisos, que servia de fons d'escenari. La graderia (càvea) es divideix en 3 parts: Ima, mitjana i suma, situant-se la primera a la zona inferior on s'asseien els senadors i la classe dirigent; quedant assentats a la superior les dones i els esclaus i en la mitjana el poble pla. El conjunt podia cobrir amb un velum.

### Àfrica

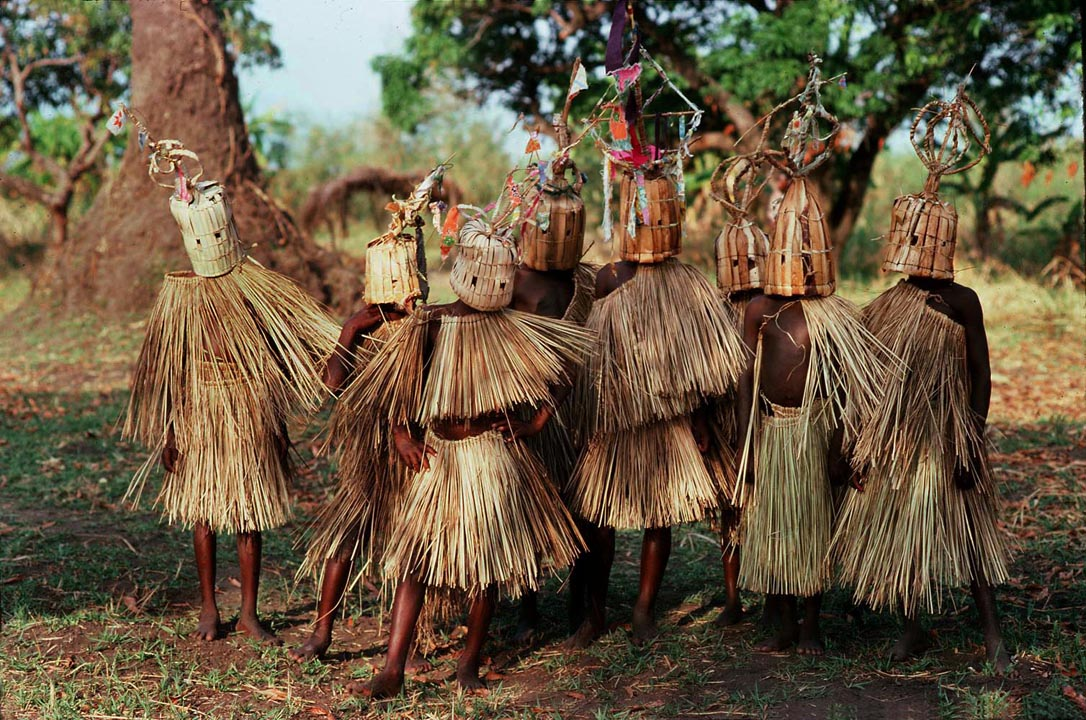
Ritual iniciàtic

El teatre africà es caracteritza pel ritme, l'ús de la mímica i l'afició per la paraula. La vida quotidiana dels africans transcorre al ritme de diverses cerimònies, rituals o religioses, concebudes i viscudes generalment com a veritables espectacles. A l'Àfrica independent avui està prenent forma un nou teatre:
El nou teatre és un teatre compromès, fins i tot militant, concebut per defensar la identitat d'un poble que ha aconseguit la seva independència.
El teatre d'avantguarda africà s'orienta actualment cap a una investigació sobre el paper d'actor, propera a la de Jerzy Grotowski i el seu teatre laboratori. Així, a Libreville, Gabon, es va formar el 1970 un teatre avantguardista que va realitzar dos espectacles que van deixar una empremta perdurable en les joves generacions de comediants. Una altra via d'investigació és el teatre de silenci, creat per François Rosira, la finalitat era realitzar espectacles en què el cant, el recitat, la música i el ball es complementen en perfecta harmonia.

### Amèrica

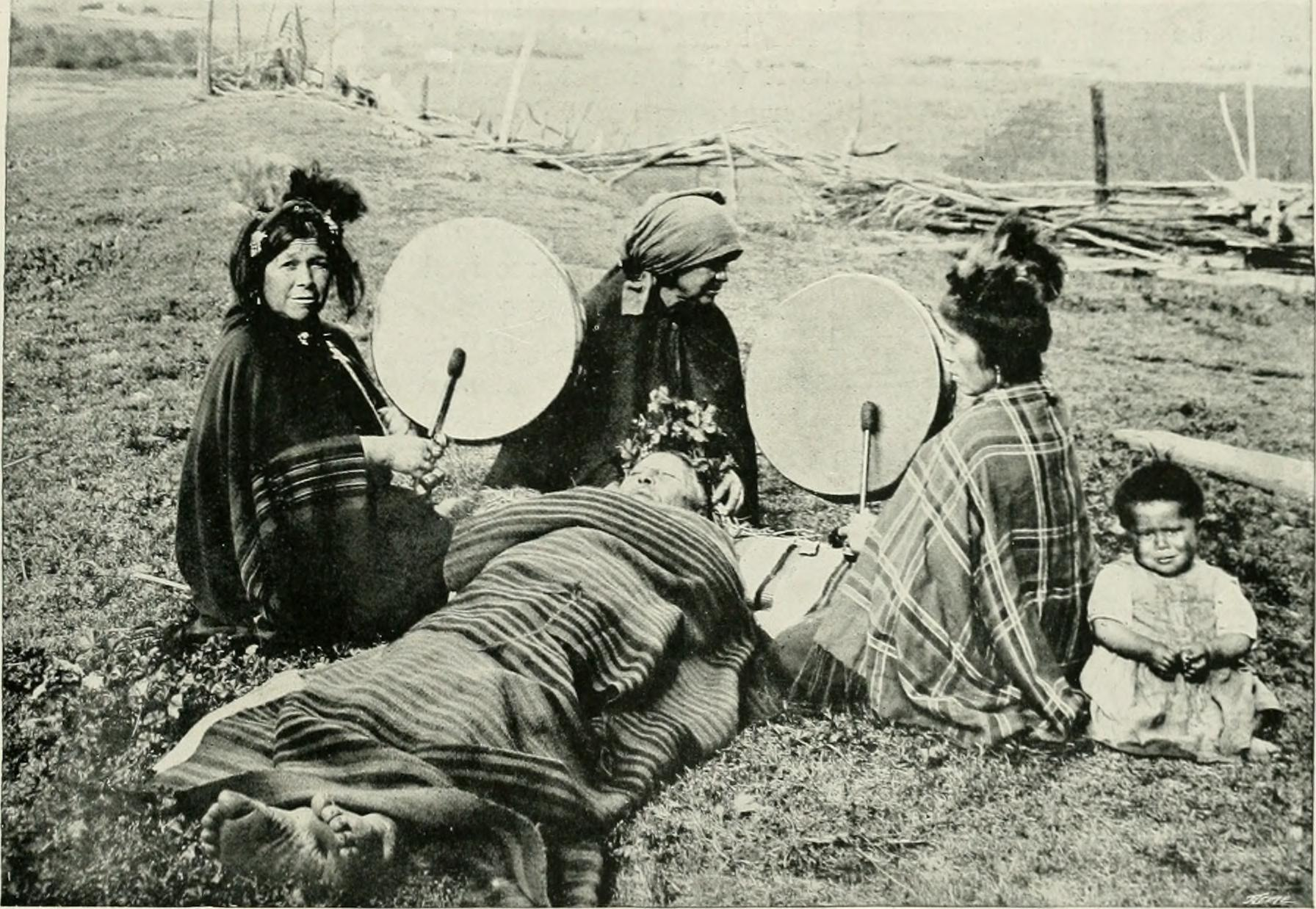
Ritual amb un malalt

El teatre americà antic és el que hi havia abans del contacte amb Europa. Un dels que es coneix més és el dels maies, una de les obres més representatives dels quals és el drama quiche Rabinal Achí. El teatre maia es trobava parcialment vinculat als cicles agrícoles i a l'èpica dels seus esdeveniments històrics.
Els asteques i inques, societats que en correspondència amb llur estructura teocràtica, van donar a les activitats teatrals un matís eminentment guerrer i religiós.

### Àsia

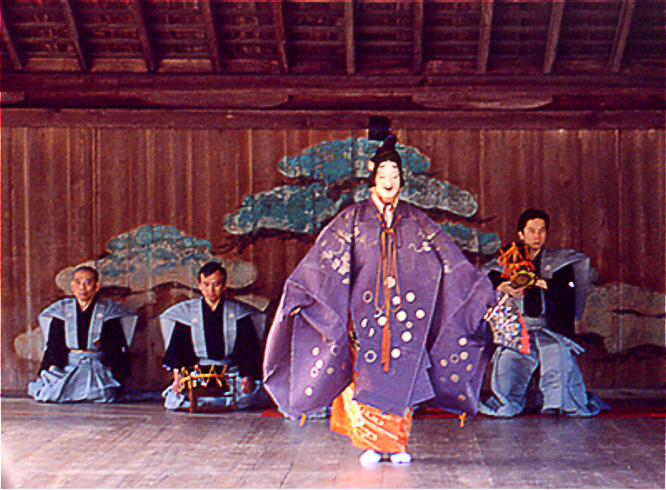
Representació del teatre Nô, 能

Les primeres manifestacions dramàtiques a Àsia de les que actualment tenim coneixement es remunten a èpoques antiquíssimes. A la Xina es practicaven ja, sota la forma de poemes escenificats, a la darreria del segon mil·lenni abans de l'era cristiana. A l'Índia apareix més tard, més el fet que en el Mahabharata, poema èpic, la forma definitiva del qual data del segle iv aC, es mencioni específicament aquest art i revela l'existència de remotes formes teatrals relacionades amb les creences vèdiques.

## Edat mitjana

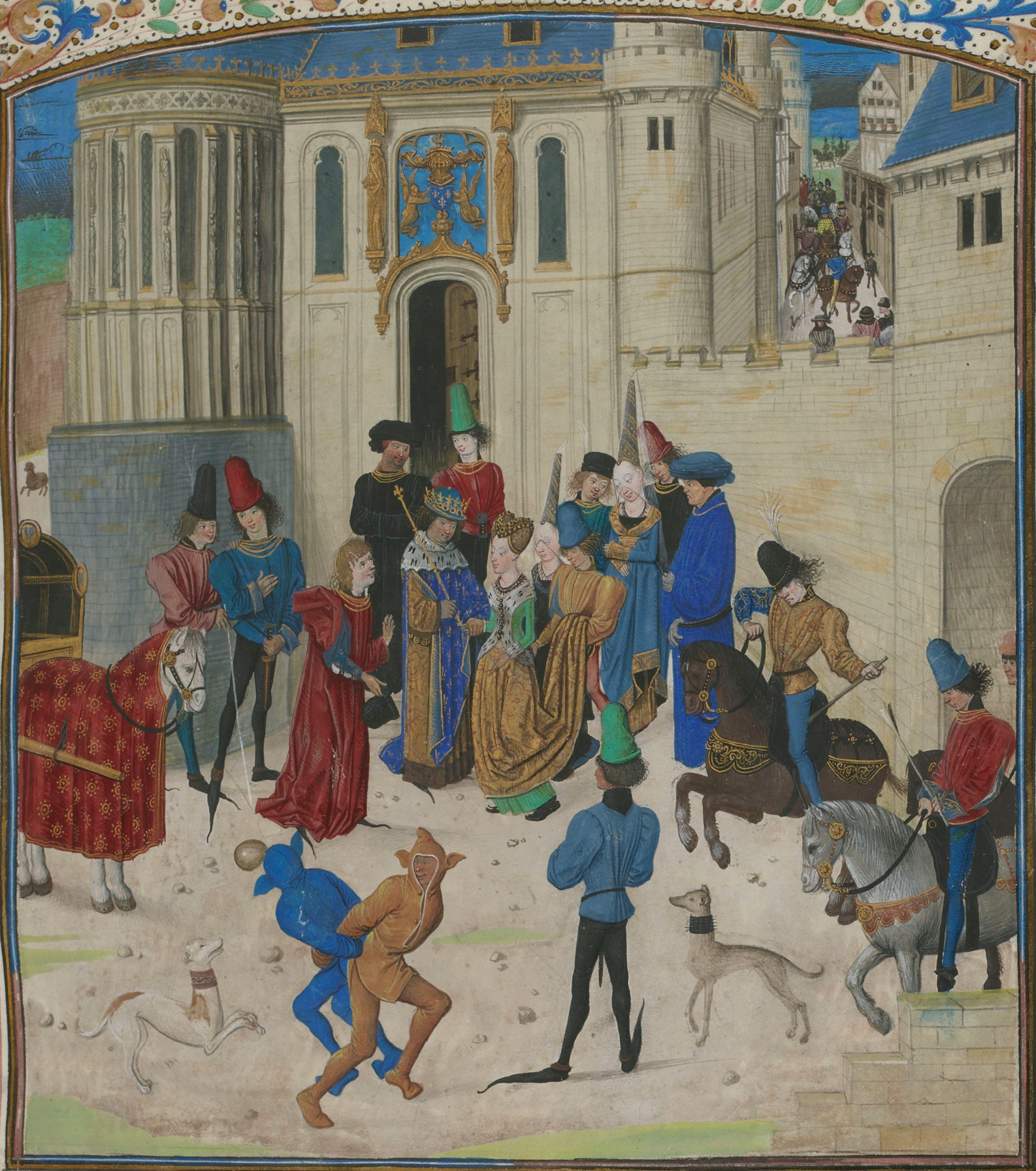
Actuant davant els reis

A Europa, el teatre popular no va deixar mai d'existir, tot i que les successives invasions dels pobles anomenats bàrbars van esborrar bona part d'elles. Després de les invasions de Carlemany, a més, i posterior pacificació del territori el clergat es va interessar pel teatre per a cristianitzar algunes manifestacions dramàtiques, cerimònies i rituals pagans, i substituir les altres per peces moralitzants i per difondre la història sagrada. Així, des del segle xi, va ser habitual la representació en les esglésies de misteris i moralitats, l'objecte dels quals era presentar de manera senzilla la doctrina cristiana als fidels. Per tal de facilitar la comprensió, el llatí va cedir pas gradualment a les llengües vernacles, i en els segles xiii i xiv, les peces de teatre religiós van començar a representar-se.
Paral·lelament, es continuaven creant espectacles populars pagans d'entreteniment i crítica social, amb joglars, bufons, acròbates, música, dansaires, etc. cada vegada més sofisticats, destacant per exemple la comèdia de l'art i les farses. La comèdia de l'art va introduir les primeres actrius, ja que fins aleshores els personatges femenins havien estat interpretats per homes.
A Àsia, el teatre, que tenia un caràcter marcadament ritual i simbòlic, caracteritzava sovint pel protagonisme del gest, la música i la dansa. Per exemple, al Japó, el desenvolupament del teatre 能, en català anomenat No sorgit en el segle xv, del qual dues centúries més tard va brollar l'歌舞 伎 o kabuki, el més popular, i basat sobretot en la capacitat dels intèrprets, i en l'apel·lació als sentits abans que l'intel·lecte. A Àsia el teatre continuava sent interpretat exclusivament per homes.

## Renaixement

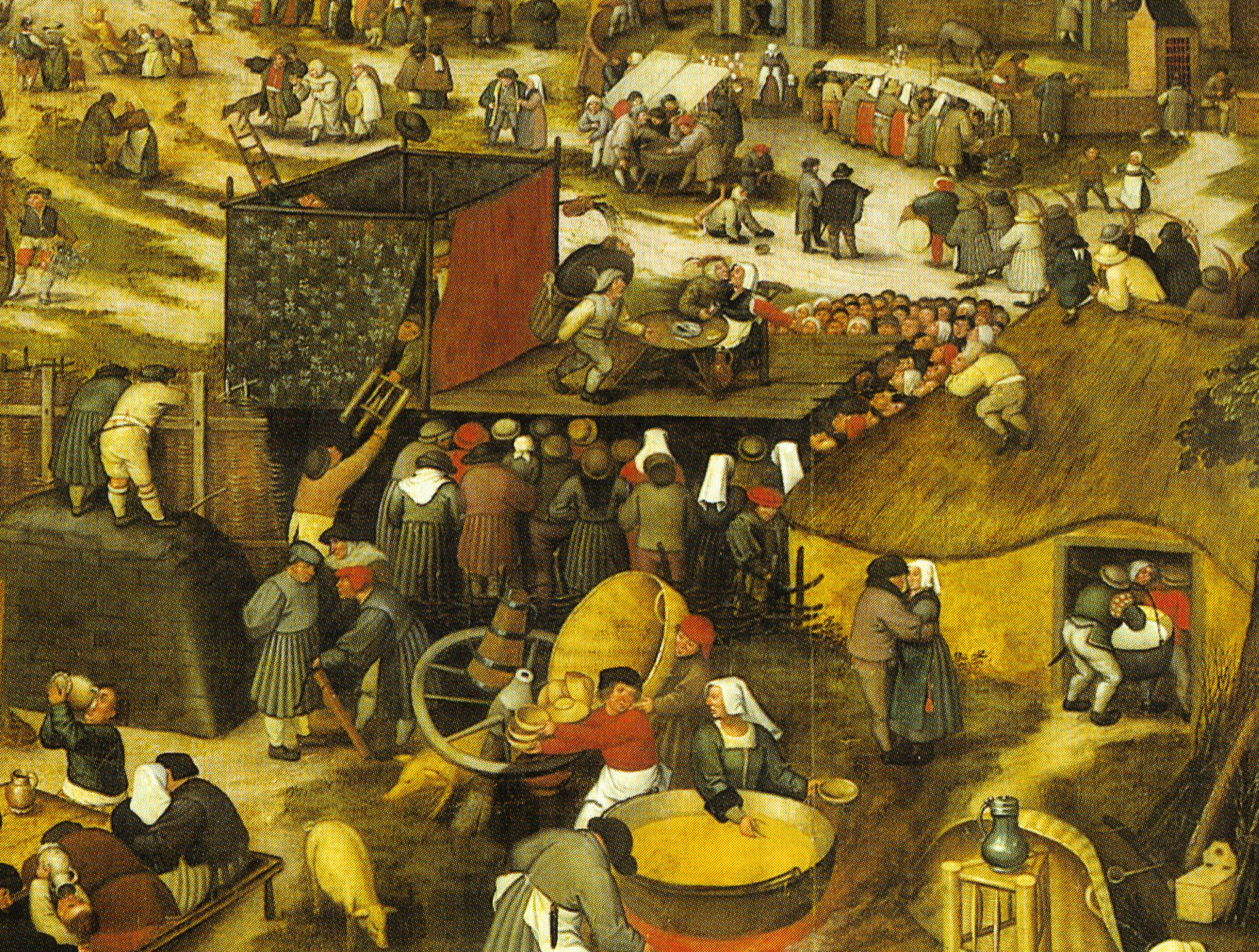
Teatre al voltant de l'any 1600

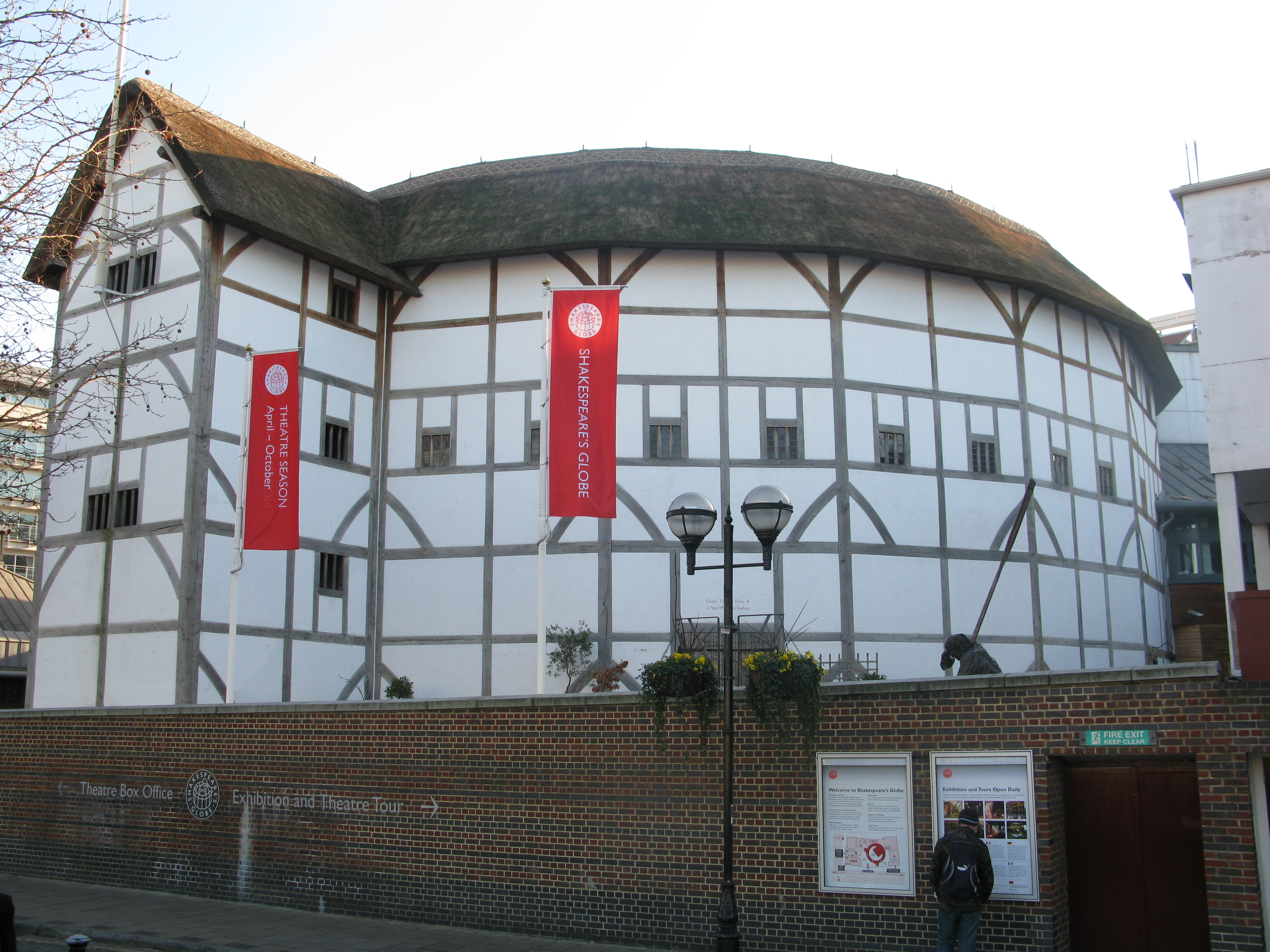
The Globe Theatre

Durant el Renaixement es van conservar gairebé totes les formes teatrals que tenien lloc a l'edat mitjana. A més, l'eclosió de l'humanisme al Renaixement va fer sorgir un tipus de producció dramàtica de caràcter "culte" (vegeu teatre cortesà i teatre erudit) destinada a les classes aristocràtiques, que va requerir la construcció de sales cobertes i dotades de majors comoditats: els corrals de teatre. A Itàlia, el 1585 es va acabar de construir el teatre Olímpic de Vizenza, que constituïa una versió dels models romans i presentava, al fons de l'escenari, d'una perspectiva tridimensional amb vistes urbanes, sent un precedent del nou model de sala teatral típica del teatre dels segles xviii i xix: l'anomenat teatre a la italiana.
D'aquesta època destaca el desenvolupament i la difusió per tot Europa de la comèdia de l'art, pel que fa al teatre popular, interpretat al carrer o a altres espais a l'aire lliure; i en el teatre culte d'autor el teatre isabelí, especialment la companyia de teatre de William Shakespeare al seu propi teatre: The Globe. Els autos sacramentals són espectacles de gran sumptuositat que tenen lloc a la cort, però també es poden representar als carrers de la ciutat.

### El teatre isabelí
Molt diferents van ser els teatres erigits a Anglaterra durant el regnat d'Elisabet I d'Anglaterra, època d'excepcional esplendor del gènere dramàtic, entre els quals es va destacar el londinenc The Globe on presentava les seves obres William Shakespeare. Mancats de sostre i construïts de fusta, el seu tret més característic era l'escenari elevat rectangular, entorn del qual el públic envoltava als actors per tres costats, mentre les galeries es reservaven per a la noblesa.

### Els corrals de comèdies espanyols

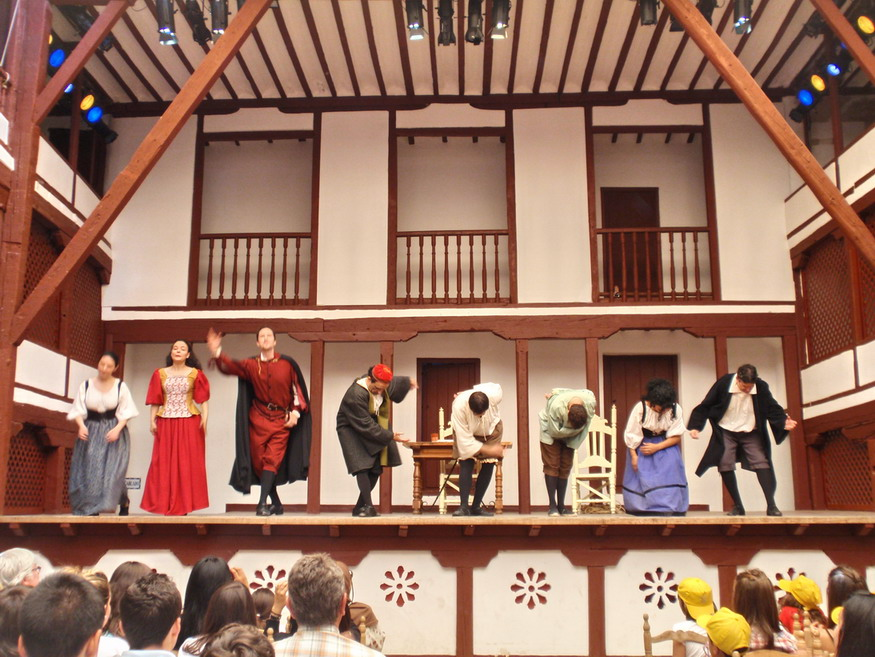
Salutació final a un corral

A Espanya, i en la mateixa època que el teatre Isabelí a Anglaterra (segles xvi i xvii) es creen instal·lacions fixes per al teatre a l'aire lliure anomenades Corrales de Comedias, amb les que guarden similituds constructives. A diferència del cas anglès, a Espanya si han perviscut alguns exemples d'aquestes edificacions com el corral de comèdies d'Almagro. Exponents d'aquesta època són els dramaturgs Lope de Vega, Tirso de Molina i Calderón de la Barca, clars exponents de l'important Segle d'Or espanyol.

## Barroc i Neoclassicisme

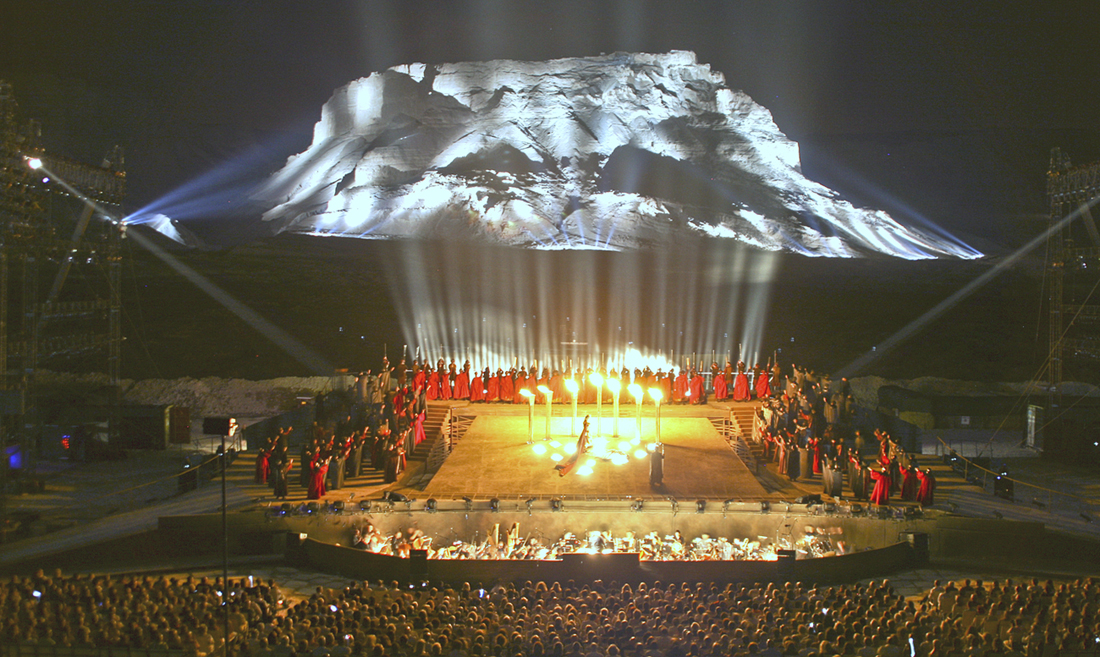
Le òperes solen ser grans produccions, amb nombrosos músics i cantants, i una acurada poètica escènica

L'any 1618 es va acabar el teatre Farnese de Parma, model clàssic del teatre a la italiana. L'estructura incloïa l'escenari, emmarcat per un arc prosceni i separat del públic per un teló, i una platea en forma de ferradura envoltada per diversos pisos de galeries. D'altra banda, la recuperació per part del drama clàssic francès de la regla de les tres unitats -acció, temps i lloc- va fer innecessària la simultaneïtat de decorats, de manera que se'n va emprar només un en cada acte, i aviat es va generalitzar el costum de canviar-los en els entreactes. Aquests decorats consistien en enormes llenços pintats, que s'aixecaven i baixaven per a fer-los sortir i entrar a escena per mitjà de mecanismes de cordes i politges.
Al segle xviii va aparéixer l'òpera, que anava creixent en popularitat. Es tractava, com a l'actualitat, de fastuosos muntatges que, a més de grans decorats canviants, afegien efectes especials, com la desaparició d'actors i la simulació de vols. Les anomenades "glòries", per exemple feien possible el descens de les altures de l'escenari d'un núvol que portava els cantants. A finals de segle, Salvatore Viganò va crear la coreodramatúrgia. El teatre de la Scala de Milà, acabat el 1778, constitueix un exemple de les grans dimensions que eren necessàries per allotjar tant al públic com a la tramoia i l'aparell escènic.

## Seglexix: Realisme teatral

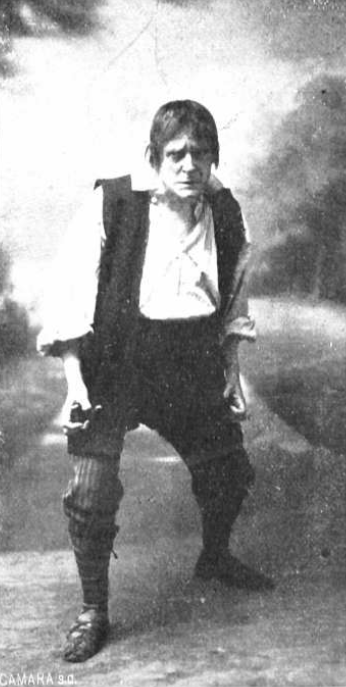
Terra Baixa, any 1914

El naturalisme i el realisme són dues etapes del mateix fenomen artístic. El naturalisme és la culminació del realisme, la seva forma més extrema. Els dramaturgs abandonaran la història per tal de situar l'acció a l'època contemporània. Els dramaturgs més significatius en llengua catalana d'aquesta etapa són Frederic Soler i Àngel Guimerà.
Així doncs, podem dir que el realisme és un corrent estètic que es dona entre els anys 1830-1880, apareix després del romanticisme i molt aviat es convertiran en moviments coetanis. Es caracteritza per escriptors que es preocupen per fer una pintura precisa de la societat, pretén duplicar la realitat i ho fa a partir del teatre. És un corrent que es caracteritza per la cerca de l'espontaneïtat del personatge i la psicologia del personatge.
El naturalisme, per altra banda, s'inicia a França en la novel·la el 1870, poc després apareixerà el teatre naturalista a Europa; sobretot a Anglaterra, Alemanya i França; i als EUA.
S'acaba de desenvolupar el ballet, de popularitat creixent. D'aquesta època són els cèlebres ballets blancs, com el Llac dels cignes de Txaikovski. El 1847 s'inaugurà el que seria el teatre d'òpera més gran d'Europa durant aquest període, el Gran Teatre del Liceu.

## Segle XX
Al llarg del segle xx, el ballet clàssic dels Ballets Russos evoluciona a dansa expressiva, dansa moderna i dansa contemporània, successivament i incloent aquesta última el desenvolupament de la dansa-teatre. Pel que fa a l'Òpera i el teatre, en general comencen també progressivament a incorporar cada vegada més elements d'altres arts escèniques, alhora que el teatre de diferents continents s'influeix mútuament. El naturalisme passa de moda per a donar pas a diferents poètiques teatrals. Es juga amb els anacronismes. Els actors són novament intèrprets multidisciplinaris. El teatre recupera l'espai públic i conquesta nous espais escènics, sortir de l'encotillada escena a la italiana. Noves tecnologies van renovant l'escenografia i la posada en escena en general. Hom busca de nou utilitats per al teatremés enllà de l'entreteniment pur: polítiques, socials, pedagògiques, etc.

### Avantguardes a les primeres dècades del segle XX

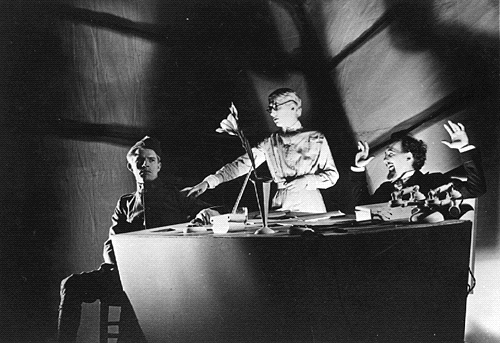
Teatre expressionista: Johnny Johnson, 1936

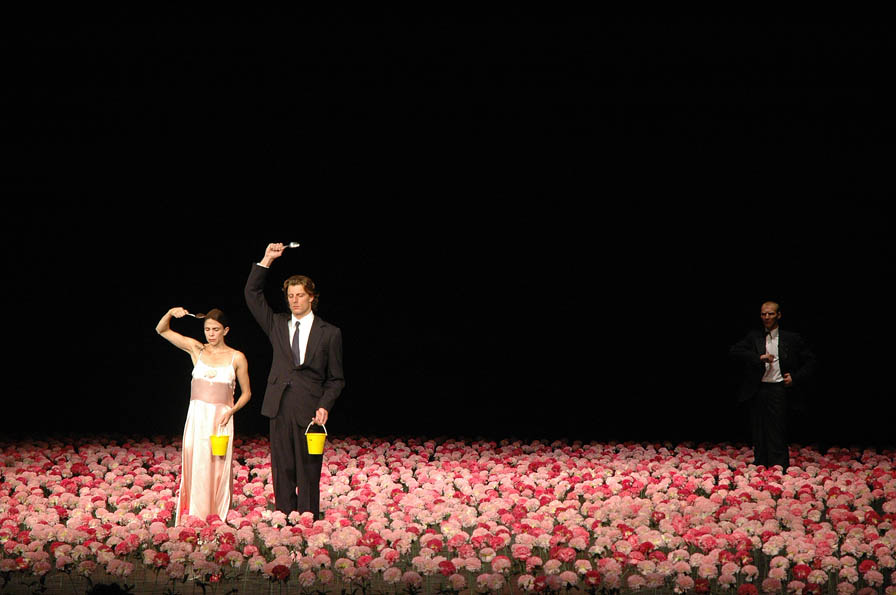
Companyia de dansa-teatre de la Pina Bausch

Les posades en escena es van revolucionar amb l'aparició del cinema. Com va passar amb la pintura respecte a la fotografia, el teatre s'oposà a la representació fidedigna de la realitat pròpia del naturalisme, renunciant a la imitació del món exterior i pretenent reflectir l'essència de les coses, a través d'una visió subjectiva i estilitzada de l'ésser humà. Les noves tecnologies permetien a més nous jocs de llums i de so, amb notable influència i protagonisme de les arts plàstiques en una escenografia cada cop més cuidada i amb més referents simbòlics. Per part dels actors reprenen importància el gest, la mímica, els silencis, els balbucejos, les exclamacions. Comença a desenvolupar-s el teatre físic com a mètode actoral basat en la creació de moviments i accions. Els textos trenquen l'estructura de plantejament, desenvolupament i final; ja no volen ser moralitzants sinó fer pensar, triomfa el "teatre d'idees". Pren importància el psicoanàlisi i les "accions interiors" dels personatges.
A Europa, el modernisme teatral es manifesta especialment en el teatre expressionista alemany dels anys 20. Destaca també el Teatre Lliure de Praga (Osvobozené divadlo). Altres avantguardes teatrals van ser el dadaisme, el futurisme, el constructivisme i després de l'expressionisme, el surrealisme i el poetisme. Alguns autors són Berthold Brecht, Erwin Piscator, Jean Vilar i Giorgio Strehler. Destaca el director i escenògraf Max Reinhardt.
Pel que fa als Països Catalans, el teatre modernista és en general un teatre que vol modernitzar la cultura i que pren partit social i polític, sovint amb idees catalanistes i anarquistes. Sense renunciar a la diversió, les varietats i el cabaret, per exemple eren famoses les Festes Modernistes de Sitges. Als textos modernistes catalans hi va haver dues tendències: per una banda la vitalista i ibseniana d'Ignasi Iglésias, Joan Puig i Ferreter i l'Agrupació Avenir de Felip Cortiella; i d'altra banda la simbolista, de Santiago Rusiñol i de l'agrupació Teatre Íntim d'Adrià Gual. Més endavant la burgesia respondrà amb el conservador teatre noucentista, encapçalat per Josep Maria de Sagarra, fent desaparéixer el modernista.

### Teatre de l'absurd, dansa-teatre, teatre de carrer i teatre social als segles XX i XXI

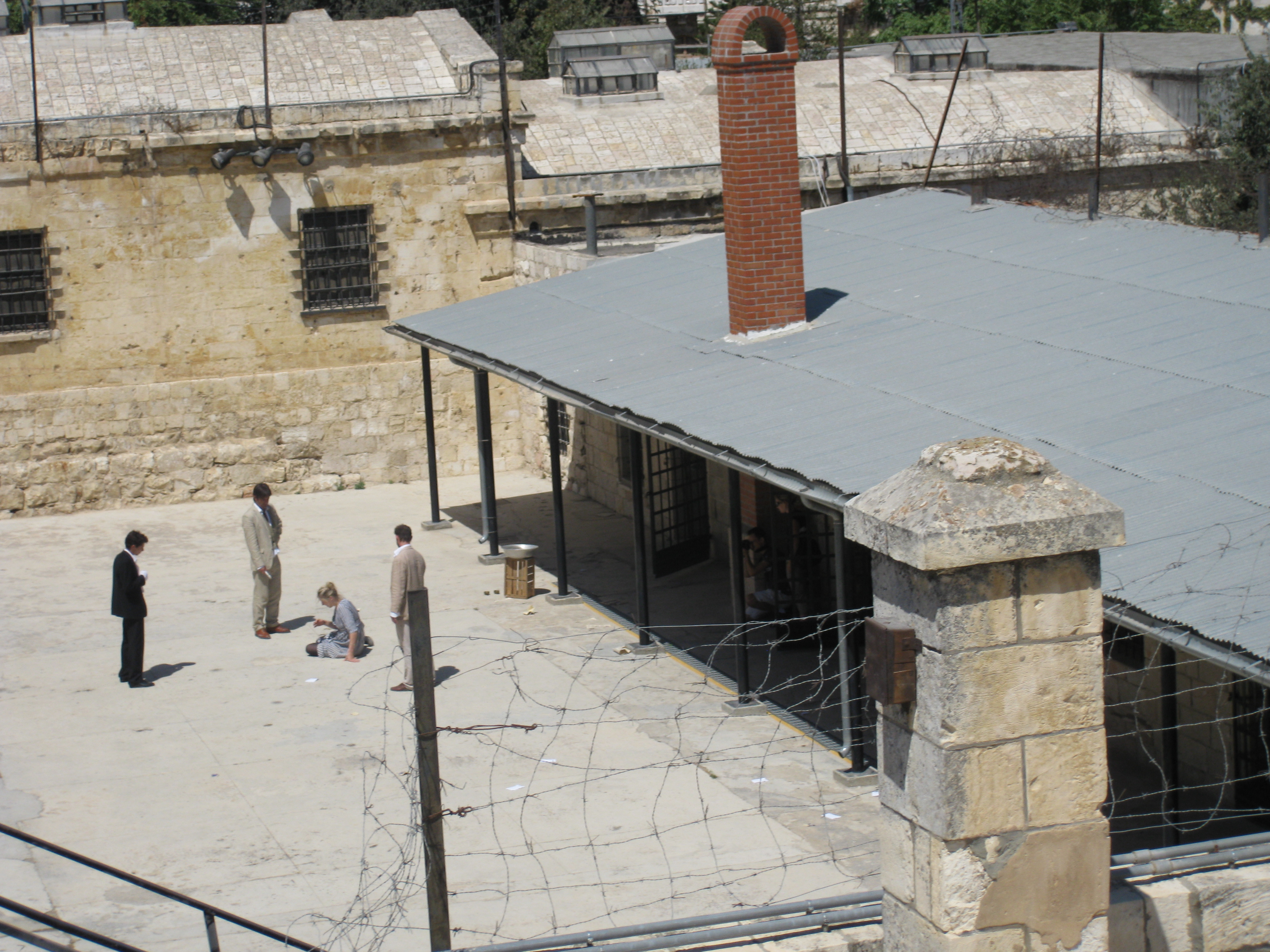
Alma, al Museum of the Underground Prisoners, any 2009

El teatre de l'absurd és un gènere teatral cultivat per escriptors europeus i americans entre els anys 40 i 60 del segle xx. Va ser encunyat pel crític Martin Esslin que va utilitzar-lo com a títol d'un llibre seu del 1962. Esslin considera que el treball d'aquests autors consisteix en una articulació artística del concepte filosòfic de l'absurd de l'existència, propi d'Albert Camus.
Les característiques peculiars del teatre de l'absurd són l'abandonament deliberat d'una construcció dramàtica racional i el rebuig del llenguatge lògic conseqüencial. L'estructura tradicional (trama d'esdeveniments, concatenació, resolució) és substituïda per una alògica i insignificant successió de situacions, relacionades per una feble i efímera traça (un estat d'ànim o una emoció).
El teatre de l'absurd es caracteritza per diàlegs aparentment sense significat, repetitius i dramàtics sense connexions lògiques que creen una atmosfera de somni. Si en el passat aquest tipus de teatre era només portador de dramatisme, recentment el públic ha descobert també el seu vessant tragicòmic.
Escriptors del teatre de l'absurd destacables són Samuel Beckett, Jean Genet, Eugène Ionesco, Tom Stoppard, Arthur Adamov, Harold Pinter, Stanislav Stratiev i Alfred Jarry. En llengua catalana, cal destacar Manuel de Pedrolo.

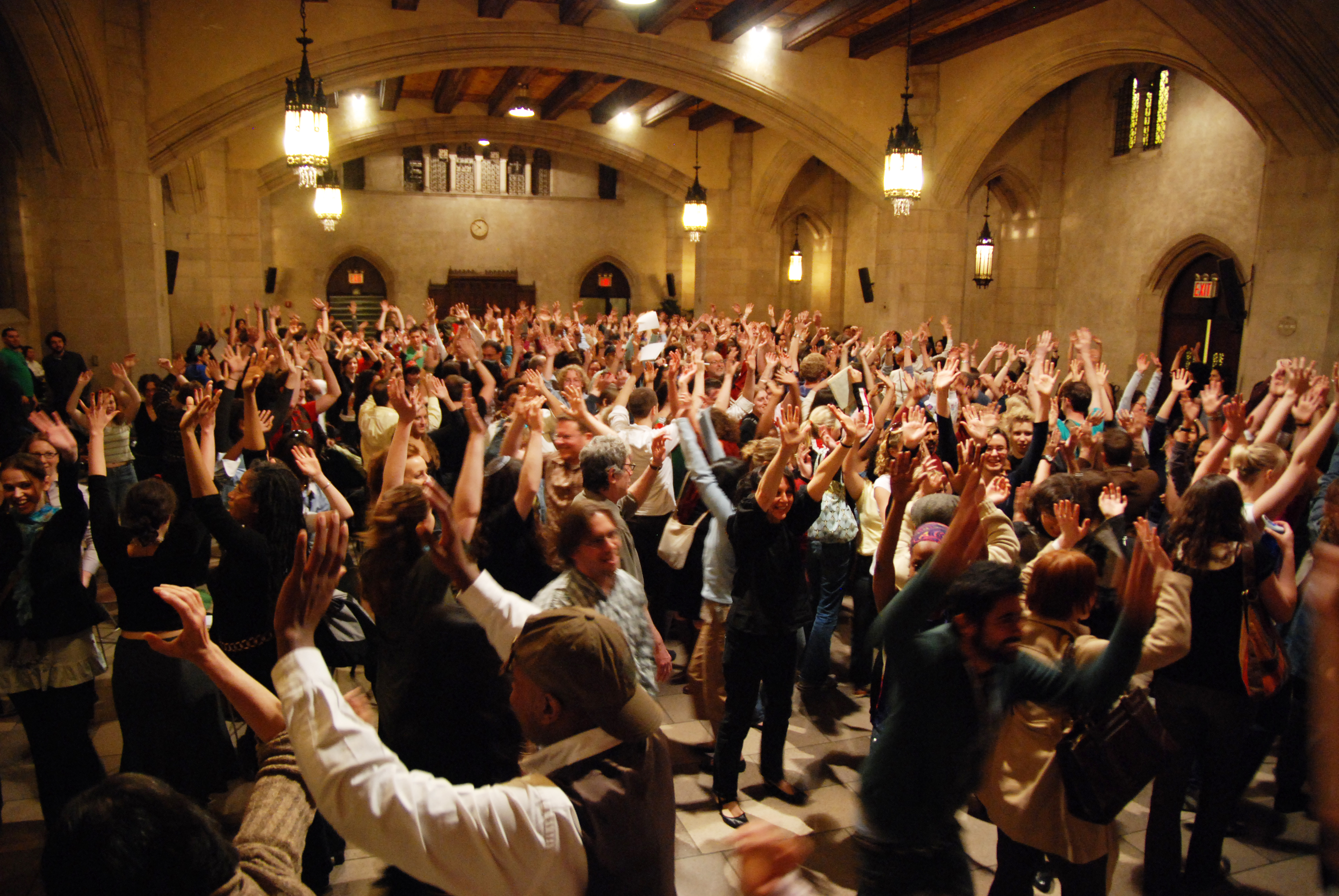
Teatre social a Nova York, 2008

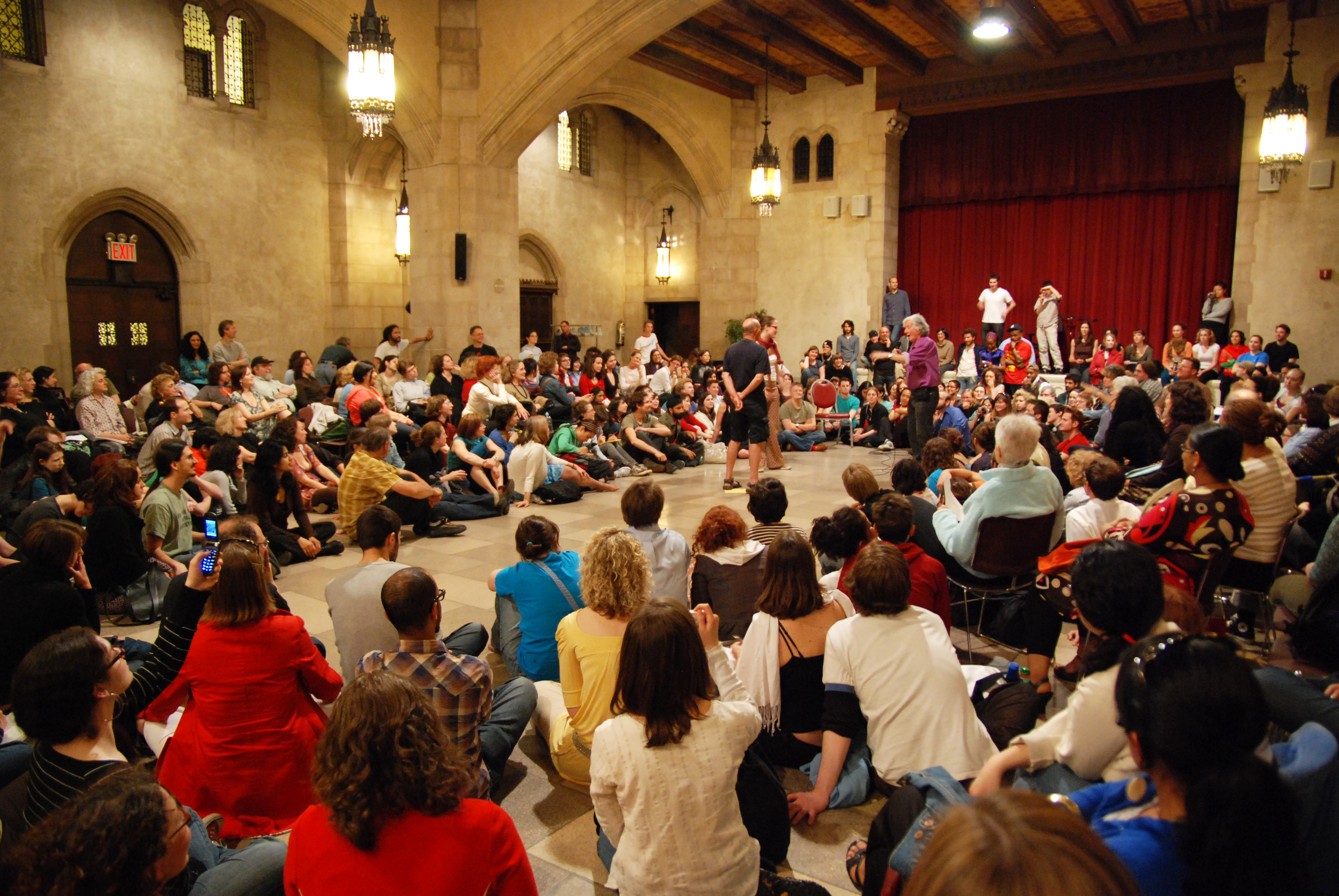
Un altre moment de l'obra

El teatre social és un gènere de les arts escèniques que utilitza tècniques teatrals per a la visibilització, reflexió i resolució de conflictes socials. També es fa servir per a ajudar a buscar solucions en conflictes interpersonals i amb col·lectius en risc d'exclusió. Una de les seves característiques és que es tracta d'un teatre interactiu que compta amb la participació física i psíquica per part del públic.
Evoluciona a partir del teatre sociològic, de temàtica social però que no feia participar el públic. Al canvi de segle xix al XX, els anarquistes europeus ja van començar a reivindicar un teatre "social" o "sociològic", de temàtica social de l'estil de la que es busca al teatre fòrum. El teatre social del segle XXI està basat en pretextos dramàtics d'Allan Owens (utilització d'històries o contes com a pretext per a tractar un tema conflictiu) i tècniques de pedagogia de teatre de l'oprimit d'Augusto Boal: teatre invisible, teatre fòrum, teatre imatge. També s'acostumen incloure jocs d'entrenament actoral típics, abans de l'obra, que fan conjuntament els actors i el públic per a relaxar-se, concentrar-se, despertar els sentits i escalfar el cos.
La companyia de teatre Pa'tothom el primer centre de teatre social i teatre de l'oprimit de l'Estat Espanyol reconegut mundialment. Una de les seves obres teatrals és Amina busca feina. Glòria Rognoni (Els Joglars) dirigeix el grup de teatre social de l'entitat Femarec, amb actors que pateixen discapacitats psíquiques o malalties mentals. Una altra companyia de teatre social barcelonina és Impacta T Intervencions Teatrals.